# Sán dẹp
Sán dẹp hay còn gọi là sán ốc sên hay Giun dẹp New Guinea (Danh pháp khoa học: Platydemus manokwari) là một loài sán trong họ Geoplanidae. Là một loài xâm lấn, giun dẹp New Guinea tạo thành mối đe dọa với các loài ốc sên bản địa. Chúng nguy hiểm tới mức, các chuyên gia thuộc Hiệp hội bảo tồn tự nhiên quốc tế (IUCN) liệt chúng vào danh sách 100 loài xâm lấn tồi tệ nhất trên thế giới.

## Đặc điểm
Chúng sở hữu cơ thể chỉ dày vài milimét nhưng có khả năng phát triển tới chiều dài 65 milimét. Loài giun này có nguồn gốc tự nhiên ở New Guinea, nhưng đang di cư khắp toàn cầu nhờ "quá giang" trên các cây trồng ngoại lai hoặc trong đất. Chúng đã trở thành sinh vật ngoại lai khiến cho các chuyên gia tại Anh tìm cách kiểm soát loài giun dẹp này. Loài giun này đã xấm lấn mạnh mẽ hệ sinh tái tại Anh khiến ốc sên vườn có thể bị xóa sổ, đe dọa hệ sinh thái. Loài giun dẹp này tương đối lớn, có chiều dài từ 40–65 mm và rộng khoảng 4–7 mm. Cơ thể loài này có dạng dẹp, dày dưới 2 mm.
Tại quần đảo Thái Bình Dương, một số loài ốc bản địa đã tuyệt chủng vì sự phàm ăn của loài giun này. Loài giun này xâm nhập vào Anh, ẩn trong chậu cây trồng nhập khẩu mỗi tháng. Sán ốc sên được du nhập vào nhiều đảo thuộc Thái Bình Dương và Ấn Độ Dương để kiểm soát loài ốc sên châu Phi. Sán ốc sên đã trở thành mối đe doạ nghiêm trong đối với các loài nhuyễn thể chân bụng bản địa. Ở Guam, cũng đang đe doạ các loài trong họ Partulidae ở đảo Mariana cũng như các loài sống trong đất đặc hữu ở đây.
Giun dẹp New Guinea trước đây từng được phát hiện ngoài tự nhiên hoang dã ở 15 nước, cũng như trong một nhà kính ở Pháp, nhưng đây là lần đầu tiên chúng được tìm thấy ở Bắc Mỹ. sự xuất hiện của chúng ở 5 quốc gia và vùng lãnh thổ chưa từng có báo cáo về chúng trước đây, bao gồm New Caledonia (một nhóm đảo nhỏ ở tây nam Thái Bình Dương), Singapore, quần đảo Solomon (cũng ở tây nam Thái Bình Dương), Puerto Rico và bang Florida (Mỹ). Loài sinh vật này trước kia gần như bị giới hạn ở các đảo nhỏ. Từ Florida, chúng có thể dễ dàng phát tán tới phần còn lại của nước Mỹ và châu Mỹ để gây hại.